# Niccolò Spinelli

Blasone de Nicola Spinelli de Giovinazzo
d'oro alla fascia di rosso carica di tre stelle a cinque punte d'argento

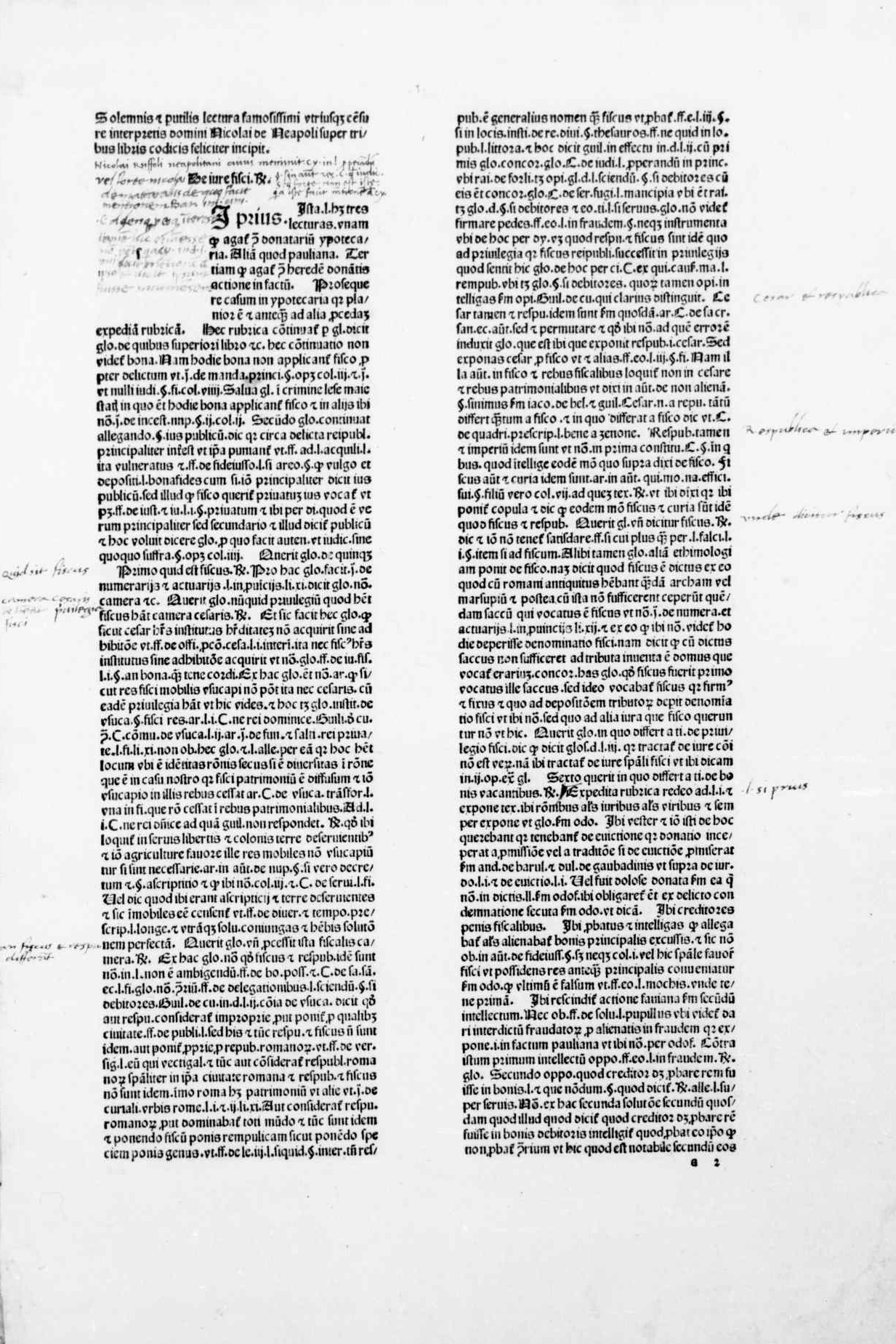
Lectura super tribus libris Codicis, 1491

Niccolò Spinelli (Napoli, 1325 – Napoli, 1406) è stato un politico e giurista napoletano che gravitò attorno alla corte della regina Giovanna I di Napoli.

## Biografia
Niccolò Spinelli nacque a Napoli nel 1325. Dottore in legge, fu lettore di diritto alle università di Napoli, Bologna e Padova. Orientato alla carriera ecclesiastica, fu canonico del duomo di Napoli e poi venne nominato abate di Santa Maria a Pignatelli, ricoprendo la medesima carica anche a Santa Maria di Fabriano, a Sant'Andrea di Mortara, a San Pancrazio di Nocera ed a Sant'Andrea di Marigliano; decise infine di abbandonare la carriera ecclesiastica per sposarsi.
Intraprese a questo punto con le proprie conoscenze la carriera diplomatica, ponendosi dapprima al servizio della Repubblica di Bologna e successivamente della regina Giovanna I di Napoli, la quale lo nominò suo gran cancelliere nel 1366, siniscalco della contea di Provenza, ambasciatore angioino a Roma, Avignone e Firenze e fu anche ambasciatore del papa presso la capitale toscana. Sempre la regina Giovanna I lo nominò conte di Gioia. Nel 1378 contribuì alla convocazione del Conclave di Fondi che portò all'elezione dell'antipapa Clemente VII ed allo scoppio dello scisma d'occidente.
Alla caduta di Giovanna I, lo Spinelli divenne prigioniero di Carlo III di Durazzo e nel 1381 venne rinchiuso in Castel dell'Ovo; liberato in seguito, decise di emigrare a Milano e di porsi al servizio del duca Gian Galeazzo Visconti, di cui fu consigliere ed ambasciatore in Francia presso la corte di Carlo VI nel 1394. Venne da questi infeudato del borgo di Boffalora sopra Ticino.
Tornò a Napoli poco prima della sua morte e morì in città nel 1406.

## Opere
- (LA) Lectura super tribus libris Codicis, in-fol., Pavia, Cristoforo Cani, 1491.
- Lectura super Institutionibus imperialibus, Torino, 1518, in-fol.
- Additiones seu glossæ ad Constitutiones et Capitula regni neapolilani, Napoli, 1551, in-fol.
- Lectura in aliquot tilulos primæ partis Infortiati, Venezia, 1605, in-fol.
- Quod doctores et medici non teneantur ad collectas, s.d.